# Perissocope biarticulatus
Perissocope biarticulatus is een eenoogkreeftjessoort uit de familie van de Harpacticidae. De wetenschappelijke naam van de soort is voor het eerst geldig gepubliceerd in 1987 door Watkins.